# П'ята п'ятирічка
П'ята п'ятирічка (1951-1955) — п'ятий п'ятирічний план розвитку народного господарства СРСР після закінчення Німецько-радянської війни. Відповідно до директив XIX з'їзду КПРС, що пройшов у жовтні 1952(доповідь Максима Сабурова «Директиви XIX з'їзду партії за п'ятим п'ятирічним планом розвитку СРСР на 1951—1955») передбачав подальший підйом усіх галузей народного господарства, підвищення матеріального добробуту та культурного рівня народу.

## Економічні показники
За п'ятирічку національний дохід зріс на 71%, обсяг промислової продукції – на 85 %, продукції сільського господарства – на 21 %, обсяг капітальних вкладень  у радянську економіку – майже вдвічі. Середньорічні темпи зростання радянського ВВП у 1951-1955 становили 11%.
Багато об'єктів і цілей IV, і особливо V і VI П'ятирічних планів були досягнуті через серію одноразових волюнтаристських управлінських актів, господарських і адміністративних одноосібних рішень від березня-червня 1953, висунутих і затверджених РМ СРСР виходячи з записок і письмових ініціатив Л . Берія у перші тижні після смерті І. Сталіна.
На початку 1950-х, у зв'язку з початком п'ятої п'ятирічки, за планами якої передбачалася масова електрифікація залізниць, у СРСР знову повернулися до електровозів змінного струму.
Наприкінці 1954 ЦК КПРС і Рада Міністрів СРСР скликали у Кремлі другу Всесоюзну нараду будівельників, яка увійшла в історію, як нарада з індустріалізації будівництва, важливий етап у розвитку нової техніки, вдосконалення організації будівельного виробництва та посилення уваги до питань економіки будівництва.
У роки п'ятої п'ятирічки почали працювати:
- Волго-Донський судноплавний канал;
- гідроелектростанції - Цимлянська, Гюмуська, Верхнесвірська, Мінгечаурська, Усть-Каменогорська та Бухтармінська; перші черги Камської, Каховської, Нарвської, Княжегубської ГЕС; [7]
- Кутаїський автомобільний завод.